# ألكوشيتشي
الكُشيتة (تلفظ برتغالي: ‎/ɐlkuˈʃet(ɨ)/‏) هي بلدية في البرتغال. بلغ عدد السكان في عام 2011، 17.569 في مساحة 128.36 كيلومتر مربع. تتكون البلدية من ثلاث أبرشيات وتقع في محافظة شطوبر.

## الأبرشيات
إداريًا، تنقسم البلدية إلى 3 أبرشيات مدنية (فريجيساس):
- الكُشيتة
- ساموكو
- ساو فرانسيسكو

## وصلات خارجية
- Town Hall official website
- Photos from ALCOCHETE